# Die Prüfung (Bredel)
Die Prüfung  ist ein dokumentarischer Roman von Willi Bredel, erschienen in London 1934. Darin erzählt der Verfasser, in der Rolle des Kommunisten Walter Kreibel, seine eigene Geschichte über die Monate im Konzentrationslager Hamburg-Fuhlsbüttel im März 1933.

## Handlung
Walter Kreibel wird vom ersten Tag an in der Anstalt Fuhlsbüttel bewusst, wie das System des nationalsozialistischen Terrors funktioniert. Aus reiner Willkür werden Häftlinge gequält, entwürdigt und sogar zum Selbstmord gezwungen oder ermordet. Das Wachpersonal wird als brutal und menschenverachtend dargestellt. Es gibt aber auch Abweichungen, so zum Beispiel einen SS-Arzt, der mit Kreibel und dem kommunistischen Reichstagsabgeordneten Heinrich Torsten politisch-philosophische Diskussionen führt. Außerdem unterstützt ein SS-Mann die Gefangenen, indem er gegen Bezahlung nützliche Dinge in die Haftanstalt schmuggelt. Kreibel kommt andauernd in Situationen, in denen er aufgeben möchte. Er orientiert sich aber immer wieder an dem Mitgefangenen Heinrich Torsten. Kreibel bewundert ihn dafür, dass dieser trotz der harten Folter des Wachpersonals immer noch standhaft bleibt und niemanden verrät. Als Kreibel nach Monaten freigelassen wird, will dieser seine politische Arbeit an den Nagel hängen. Schuldgefühle seiner Partei gegenüber treiben Walter Kreibel trotzdem dazu weiterzumachen. Das macht er trotz der Gefahr, seine Frau und sein Kind nie wiederzusehen. Er arbeitet von da an in der Illegalität.

## Entstehung
In dem Roman Die Prüfung verarbeitet Willi Bredel seine damaligen Erfahrungen 1933 im KZ Fuhlsbüttel. Er arbeitete bereits im Konzentrationslager an dem Buch, so dass er es schnell niederschreiben und 1934 in London veröffentlichen konnte. Das Buch gilt als erste authentische Nachricht vom faschistischen Terror in Deutschland. Außerdem zeigt das Werk von Bredel die Widerstandskraft der antifaschistischen Gefangenen. Bredel achtete in seinem Roman darauf, die Namen seiner Mitgefangenen abzuändern. Einer von ihnen war Mathias Thesen, im Roman Heinrich Torsten genannt. Ihm hat Bredel in der Nachkriegsausgabe von 1946 (Aufbau Verlag, Berlin) das Buch gewidmet. Bredel selbst schlüpfte in die Figur des Kommunisten Walter Kreibel. Namen der Männer aus dem Wachpersonal und von Angehörigen der SS blieben unverfälscht.
Das Buch wurde in 17 Sprachen übersetzt. 1945 waren schon über eine Million Exemplare verbreitet.